# Giterna
Giterna - średniowieczny instrument muzyczny, uważany za przodka dzisiejszej mandoliny.
Tylko trzy egzemplarze tego instrumentu zachowały się do dziś, jeden w Metropolitan Museum of Art, drugi w Muzeum Zamkowym w Wartburgu, trzeci odkryto podczas wykopalisk archeologicznych na terenie Starego Miasta w Elblągu.

## Historia

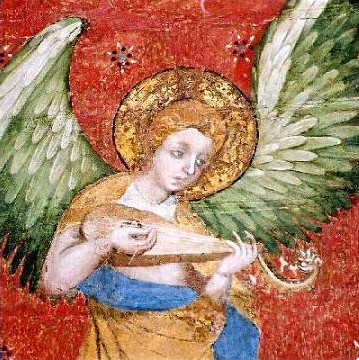
Anioł grający na giternie za pomocą plektronu

Najdawniejsze przedstawienia giterny pochodzą z XIII wieku. Instrument ten przybył prawdopodobnie do Europy, z arabskiej Hiszpanii i uważa się go za miniaturową wersję lutni, choć niewykluczone, że pochodzi od arabskiego instrumentu (również odmiany lutni) zwanej gabusi
Giterna cieszyła się największą popularnością w czasach średniowiecza, jednak w XV wieku została całkowicie niemal zdominowana przez lutnię i z czasem zapomniana.
Giterna była wzmiankowana w literaturze jako instrument do akompaniowania pieśni (często śpiewanych w tawernach).
W ikonografii możemy znaleźć przykłady używania plektronu do gry na tym instrumencie.
Chociaż się uważa (The Harvard Music Dictionary), że giterna dała początek mandorze, to jednak w XIII-wiecznych poematach trubadurów (Juan Ruiz, Guiraut de Calanso) oraz w wierszach kompozytora Guillaume'a de Machaut  spotykamy razem z giterną również mandorę, co udowodnia, że były to dwa różne instrumenty.

## Budowa
Giterna przypomina wyglądem małą lutnię. Posiada wypukłe pudło rezonansowe, jednakże w przeciwieństwie do klasycznej lutni, czy mandory, nie jest ono zbudowane z oddzielnych, klejonych ze sobą listewek, lecz dłubane z jednego kawałka drewna. Giterna posiada drewnianą płytę wierzchnią, otwór rezonansowy przykryty ozdobną rozetą, wykonywaną oddzielnie z drewna lub pergaminu i montowaną do płyty, oraz krótki gryf o kształcie mocno zwężającym się w stronę główki i kilkoma jelitowymi progami wiązanymi wokół gryfu. Główka giterny jest mocno wygięta i przypomina kształtem literę C.
Giterna posiadała pięć strun albo pięć chórów (pary strun) wykonane z jelit. Strojenie g - d1 - a1 - e2 - h. Struny naciągano na drewniane kołki.
Później się pojawiła "oktawna" giterna ze strojeniem G - d - a - e1 - h1, którą stali się nazywać cytrą (później - waldcittern).